# Герб Великої Олександрівки
Герб Вели́кої Олекса́ндрівки — офіційний символ смт Велика Олександрівка (Херсонщина). Затверджений 2004 року рiшенням сесії селищної ради.

## Опис
У лазуровому щиті два золоті протиставлені колоси, що супроводжуються знизу половиною золотого зубчастого колеса, всередині якого золота гребля з такими ж хвилями.

## Символіка
На гербі зображена найголовніша пам'ятка архітектури селища, яка перебуває під охороною держави — будова і гребля Великоолександрівської ГЕС на річці Інгулець — одна з перших в Україні, побудована в 1928 році за планом ГОЕЛРО.